# Самохин, Андрей Павлович
Андрей Павлович Само́хин (род. 26 мая 1962, Фролово, Волгоградская область) — российский предприниматель, президент компании «Сады Придонья».
Один из богатейших людей Волгоградской области. Например, по состоянию на 31 декабря 2017 года он занимал третью строчку с активами в размере 3,63 млрд рублей. В 2021 году возглавил этот рейтинг с активами на сумму 12,127 млрд рублей. В 2022 году — первое место с 13,8 млрд рублей.

## Образование
В 1984 году окончил Волгоградский сельскохозяйственный институт по специальности «Зоотехния»
В 2009 году окончил Московскую международную высшую школу бизнеса «МИРБИС» по специальности «Стратегическое и корпоративное управление». Имеет степень МВА.

## Трудовая деятельность
В 1984 году начал трудовую деятельность в должности зоотехника-селекционера в совхозе «Котлубань» Городищенского района Волгоградской области.
В период с 1986–1990 гг. работал в Городищенском районном комитете КПСС. Там  начал изучать вопросы производства, внедрения новых технологий в различных отраслях сельского хозяйства.
В апреле 1990 года на общем собрании работников плодосовхоза «Первомайский» был избран на должность директора плодосовхоза. В 1996 совхоз Первомайский  по инициативе Андрея Самохина был переименован в Сады Придонья. В следующем году появилась одноименная торговая марка «Сады Придонья».